# De maagdenbron
De maagdenbron (originele titel Jungfrukällan) is een Zweedse dramafilm uit 1960, geregisseerd door Ingmar Bergman. De hoofdrollen worden vertolkt door Max von Sydow, Birgitta Valberg, Gunnel Lindblom en Birgitta Pettersson
Het verhaal is gebaseerd op een 13e-eeuwse ballade, "Töres dotter i Wänge", en door Ulla Isaksson verwerkt tot een script. De film was internationaal een succes, maar werd ook als controversieel gezien vanwege een verkrachtingsscène. De film diende in 1972 als inspiratie voor de horrorfilm The Last House on the Left.

## Verhaal
Het is de 14e eeuw. Karin, de dochter van de tot het christendom bekeerde Töre, wordt uitgekozen om kaarsen naar een kerk te brengen. Ze wordt vergezeld door haar stiefzus Ingeri, die in het geheim nog altijd de Noorse god Odin aanbidt. Op weg lopen ze door een bos, waar de twee elk hun eigen weg gaan. Ingeri loopt een man met één oog tegen het lijf, praat even met hem, maar vlucht dan in paniek weg. Karin loopt ondertussen drie herders tegen het lijf en die nodigen haar uit met hen te lunchen. De herders verkrachten en vermoorden haar echter, en nemen haar kleren mee. Ingeri heeft vanaf veilige afstand alles gezien.
De herders zoeken die nacht onderdak bij Töre en diens vrouw Märeta. Wanneer de herders hen de kleren van Karin te koop aanbieden, beseffen de ouders wat er is gebeurd. In blinde woede sluit Töre de drie mannen op in een kamer, en vermoordt ze alle drie.
De volgende dag proberen Töre en Märeta met behulp van Ingeri het lijk van Karin te vinden. Töre kan niet begrijpen hoe God kan toestaan dat zoiets gebeurt, maar zweert een kerk te zullen bouwen op de plek waar zijn dochter wordt gevonden. Wanneer Töre en Märeta Karins lichaam optillen, begint op de plek waar haar lijk lag een waterbron te ontstaan.

## Rolverdeling
| Acteur              | Personage         |
| ------------------- | ----------------- |
| Max von Sydow       | Töre              |
| Birgitta Valberg    | Märeta            |
| Gunnel Lindblom     | Ingeri            |
| Birgitta Pettersson | Karin             |
| Axel Düberg         | Dunne herder      |
| Tor Isedal          | Doofstomme herder |
| Allan Edwall        | Bedelaar          |
| Ove Porath          | Jongen            |
| Axel Slangus        | Brugwachter       |
| Gudrun Brost        | Frida             |
| Oscar Ljung         | Simon             |

## Achtergrond
De maagdenbron bevat meerdere thema’s, waarvan er veel draaien om de religieuze aspecten van de film. Voorbeelden zijn het christendom, de Noorse mythologie, occultisme, heidendom, de aard van het kwaad, seksuele onschuld, en twijfelen aan het eigen geloof.
In de film komen meerdere morele vragen aan bod, zoals de vraag of de vader het recht heeft de moordenaars van zijn dochter te doden. De herders symboliseren met de manier waarop ze Karin behandelen het nihilisme.
Het einde van de film focust zich op berouw en vragen om vergeving; de vader wil dat God hem vergeeft voor zijn daad.
De film wijkt op bepaalde punten af van de ballade. In de originele ballade vermoorden de herders drie vrouwen. Karin is in de ballade de naam van de moeder in plaats van de dochter, en de vader laat in de ballade een van de herders in leven.
Vanwege de controversiële verkrachtingsscène werd de film in onder andere de Amerikaanse staat Texas verboden.

## Prijzen en nominaties
In 1960 werd De maagdenbron op het filmfestival van Cannes genomineerd voor de Gouden Palm. Tevens won de film op het festival een speciale vermelding.
In 1961 won de film de Academy Award voor beste buitenlandse film, en de Samuel Goldwyn Award van de Golden Globes. De film was tevens genomineerd voor een Academy Award voor beste kostuums.
In 1962 won de film twee Kinema Junpo Awards: beste buitenlandstalige film en beste buitenlandse regisseur.